# Berberis tolimensis
Berberis tolimensis är en berberisväxtart som beskrevs av Jules Émile Planchon, Amp; Linden, José Jéronimo Triana och Planch.. Berberis tolimensis ingår i släktet berberisar, och familjen berberisväxter. Inga underarter finns listade i Catalogue of Life.